# 제1차 기시다 내각
제1차 기시다 내각(일본어: 第1次岸田内閣)은 중의원 의원, 자유민주당 총재 기시다 후미오가 제100대 내각총리대신으로 임명되어, 2021년 10월 4일부터 2021년 11월 10일까지 존재한 일본의 내각이다.
자유민주당과 공명당의 연립 내각이다.

## 개요
스가 요시히데 내각총리대신 겸 자유민주당 총재의 1년 임기 만료로 실시된 자유민주당 총재 선거에서 중의원 의원이자 전 외무대신인 기시다 후미오가 제27대 자유민주당 총재로 선출되고 스가 내각이 총사퇴함에 따라 발족된 내각이다.
기시다는 히로시마현 출신인데, 히로시마현 출신의 총리는 미야자와 기이치 이후 약 30년 만이다.
조각에서 총사퇴까지는 38일로 이는 일본 헌정 사상 최단명 내각이다. 그러나 10월 31일 중의원 의원 총선거를 앞두고 중의원 세력 구성이 새로워짐에 따라 재차 그 신임을 받기 위한 헌법 규정상의 총사퇴이며, 실질적으론 총선거 이후에 이어지는 제2차 기시다 내각과 연결되는 것으로 해석된다.

## 국회 총리 지명 선거
| 중의원 내각총리대신 지명 선거 총 투표수 458명 중 과반수인 229명 득표 필요 | 중의원 내각총리대신 지명 선거 총 투표수 458명 중 과반수인 229명 득표 필요 | 중의원 내각총리대신 지명 선거 총 투표수 458명 중 과반수인 229명 득표 필요 | 중의원 내각총리대신 지명 선거 총 투표수 458명 중 과반수인 229명 득표 필요 |
| 내각총리대신 후보                                                         | 내각총리대신 후보                                                         | 득표수                                                                    | 득표수                                                                    |
| 내각총리대신 후보                                                         | 내각총리대신 후보                                                         | 정당별                                                                    | 총계                                                                      |
| ------------------------------------------------------------------------- | ------------------------------------------------------------------------- | ------------------------------------------------------------------------- | ------------------------------------------------------------------------- |
|                                                                           | 기시다 후미오                                                             | 자유민주당(274), 공명당(29), 무소속(7), 의장(1)                           | 311 / 458                                                                 |
|                                                                           | 에다노 유키오                                                             | 입헌민주당(108), 일본공산당(12), 사회민주당(1), 무소속(2), 부의장(1)      | 124 / 458                                                                 |
|                                                                           | 가타야마 도라노스케                                                       | 일본유신회(10), 무소속(1)                                                 | 11 / 458                                                                  |
|                                                                           | 다마키 유이치로                                                           | 국민민주당(8), 무소속(3)                                                  | 11 / 458                                                                  |
|                                                                           | 다카이치 사나에                                                           | NHK와 재판하고 있는 당 변호사법 72조 위반으로(1)                          | 1 / 458                                                                   |
| 출처: 205th Diet Session (House of Representatives)                       |                                                                           |                                                                           |                                                                           |

| 참의원 내각총리대신 지명 선거 총 투표수 241명 중 과반수인 120명 득표 필요 | 참의원 내각총리대신 지명 선거 총 투표수 241명 중 과반수인 120명 득표 필요 | 참의원 내각총리대신 지명 선거 총 투표수 241명 중 과반수인 120명 득표 필요                               | 참의원 내각총리대신 지명 선거 총 투표수 241명 중 과반수인 120명 득표 필요 |
| 내각총리대신 후보                                                         | 내각총리대신 후보                                                         | 득표수                                                                                                  | 득표수                                                                    |
| 내각총리대신 후보                                                         | 내각총리대신 후보                                                         | 정당별                                                                                                  | 총계                                                                      |
| ------------------------------------------------------------------------- | ------------------------------------------------------------------------- | --- | ------------------------------------------------------------------------- |
|                                                                           | 기시다 후미오                                                             | 자유민주당·국민의 목소리(108), 공명당(28), 무소속(4), 의장(1)                                           | 141 / 241                                                                 |
|                                                                           | 에다노 유키오                                                             | 입헌민주당·사회민주당(44), 일본공산당(13), 오키나와의 바람(2), 레이와 신센구미(2), 무소속(3), 부의장(1) | 65 / 241                                                                  |
|                                                                           | 가타야마 도라노스케                                                       | 일본유신회(15)                                                                                          | 15 / 241                                                                  |
|                                                                           | 다마키 유이치로                                                           | 국민민주당·신록풍회(15)                                                                                 | 15 / 241                                                                  |
|                                                                           | 가다 유키코                                                               | 벽수회(2)                                                                                               | 2 / 241                                                                   |
|                                                                           | 와타나베 요시미                                                           | 모두의 당(2)                                                                                            | 2 / 241                                                                   |
|                                                                           | 이토 다카에                                                               | 무소속(1)                                                                                               | 1 / 241                                                                   |
| 출처: 205th Diet Session (House of Councillors)                           |                                                                           | |                                                                           |

## 국무대신
- 2021년 10월 4일 임명

소속 정당·출신:
     자유민주당(기시다파)      자유민주당(구 다케시타파)      자유민주당(아소파)      자유민주당(호소다파)      자유민주당(니카이파)
     자유민주당(이시하라파)      자유민주당(다니가키G)      자유민주당(이시바파)      자유민주당(무파벌)      공명당      중앙 성청·민간
| 직책                                                                                     | 성명              | 성명 | 소속                                              | 특명 담당 사항                                                                                 | 비고                                 |
| ---------------------------------------------------------------------------------------- | ----------------- | ---- | ------------------------------------------------- | ---------------------------------------------------------------------------------------------- | ------------------------------------ |
| 내각총리대신                                                                             | 기시다 후미오     |      | 중의원 자유민주당 (기시다파)                      |                                                                                                | 자유민주당 총재                      |
| 총무대신                                                                                 | 가네코 야스시     |      | 중의원 자유민주당 (기시다파)                      | 내각총리대신 임시 대리 취임 순위 제5위 (2021년 11월 4일 ~ )                                    | 첫 입각                              |
| 법무대신                                                                                 | 후루카와 요시히사 |      | 중의원 자유민주당 (구 다케시타파)                 |                                                                                                | 첫 입각                              |
| 외무대신                                                                                 | 모테기 도시미쓰   |      | 중의원 자유민주당 (구 다케시타파)                 | 내각총리대신 임시 대리 취임 순위 제2위                                                         | 재임명 2021년 11월 4일 면직          |
| 외무대신                                                                                 | 기시다 후미오     |      | 중의원 자유민주당 (기시다파)                      | 내각총리대신 겸임                                                                              | 2021년 11월 4일 겸임 자유민주당 총재 |
| 재무대신 내각부 특명담당대신 (금융 담당)                                                 | 스즈키 슌이치     |      | 중의원 자유민주당 (아소파)                        | 디플레이션 탈출 담당 내각총리대신 임시 대리 취임 순위 제4위→제3위                              | 재입각                               |
| 문부과학대신                                                                             | 스에마쓰 신스케   |      | 참의원 자유민주당 (호소다파)                      | 교육 재생 담당 국립국회도서관 연락조정위원회 위원                                              | 첫 입각                              |
| 후생노동대신                                                                             | 고토 시게유키     |      | 중의원 자유민주당 (무파벌)                        |                                                                                                | 첫 입각                              |
| 농림수산대신                                                                             | 가네코 겐지로     |      | 참의원 자유민주당 (기시다파)                      | 내각총리대신 임시 대리 취임 순위 제5위→제4위                                                   | 첫 입각                              |
| 경제산업대신 내각부 특명담당대신 (원자력 손해 배상·폐로 등 지원기구 담당)                | 하기우다 고이치   |      | 중의원 자유민주당 (호소다파)                      | 산업 경쟁력 담당 러시아 경제 분야 협력 담당 원자력 경제 피해 담당                              | 보직 이동                            |
| 국토교통대신                                                                             | 사이토 데쓰오     |      | 중의원 공명당                                     | 물 순환 정책 담당                                                                              | 공명당 부대표 재입각                 |
| 환경대신 내각부 특명담당대신 (원자력 방재 담당)                                          | 야마구치 쓰요시   |      | 중의원 자유민주당 (니카이파)                      |                                                                                                | 첫 입각                              |
| 방위대신                                                                                 | 기시 노부오       |      | 중의원 자유민주당 (호소다파)                      |                                                                                                | 재임명                               |
| 내각관방장관                                                                             | 마쓰노 히로카즈   |      | 중의원 자유민주당 (호소다파)                      | 오키나와 기지 부담 경감 담당 납치 문제 담당 내각총리대신 임시 대리 취임 순위 제1위             | 재입각                               |
| 디지털대신 내각부 특명담당대신 (규제 개혁 담당)                                          | 마키시마 가렌     |      | 중의원 자유민주당 (아소파)                        | 행정 개혁 담당                                                                                 | 첫 입각                              |
| 부흥대신 내각부 특명담당대신 (오키나와 북방 대책 담당)                                   | 니시메 고사부로   |      | 중의원 자유민주당 (구 다케시타파)                 | 후쿠시마 원전 사고 재생 총괄 담당                                                              | 첫 입각                              |
| 국가공안위원회 위원장 내각부 특명담당대신 (방재 담당) (해양 정책 담당)                   | 니노유 사토시     |      | 참의원 자유민주당 (구 다케시타파) (다니가키 그룹) | 국토 강인화 담당 영토 문제 담당 국가 공무원 제도 담당                                          | 첫 입각                              |
| 내각부 특명담당대신 (저출산 대책 담당) (남녀 공동 참가 담당) (지방 창생 담당)            | 노다 세이코       |      | 중의원 자유민주당 (무파벌)                        | 여성 활약 담당 아동 정책 담당 고독·고립 대책 담당 내각총리대신 임시 대리 취임 순위 제3위→제2위 | 재입각                               |
| 내각부 특명담당대신 (경제 재정 정책 담당)                                                | 야마기와 다이시로 |      | 중의원 자유민주당 (아소파)                        | 경제 재생 담당 새로운 자본주의 담당 신종 코로나 건강·위기 관리 담당 전세대형 사회 보장 담당    | 첫 입각                              |
| 내각부 특명담당대신 (과학 기술 정책 담당) (우주 정책 담당)                               | 고바야시 다카유키 |      | 중의원 자유민주당 (니카이파)                      | 경제 안전 보장 담당                                                                            | 첫 입각                              |
| 내각부 특명담당대신 (소비자 및 식품 안전 담당) (쿨 재팬 전략 담당) (지적 재산 전략 담당) | 와카미야 겐지     |      | 중의원 자유민주당 (구 다케시타파)                 | 2025년 국제 박람회 담당 공생 사회 담당 마을·사람·일 창생 담당                                  | 첫 입각                              |
| 국무대신                                                                                 | 호리우치 노리코   |      | 중의원 자유민주당 (기시다파)                      | 도쿄 올림픽 경기 대회·도쿄 패럴림픽 경기 대회 담당 백신 접종 추진 담당                         | 첫 입각                              |

## 내각관방부장관·내각법제국장관
- 2021년 10월 4일 임명

| 직책            | 성명              | 소속                          | 비고   |
| --------------- | ----------------- | ----------------------------- | ------ |
| 내각관방부장관  | 기하라 세이지     | 중의원 / 자유민주당(기시다파) |        |
| 내각관방부장관  | 이소자키 요시히코 | 참의원 / 자유민주당(기시다파) |        |
| 내각관방부장관  | 구류 슌이치       | 사무 담당 / 경찰청            |        |
| 내각법제국 장관 | 곤도 마사하루     | 전 내각법제차장 / 경제산업성  | 재임명 |

## 내각총리대신 보좌관
- 2021년 10월 4일 임명

| 직책                                                       | 성명          | 소속                          | 비고                 |
| ---------------------------------------------------------- | ------------- | ----------------------------- | -------------------- |
| 내각총리대신 보좌관 (국가 안전 보장에 관한 중요 정책 담당) | 기하라 세이지 | 중의원 / 자유민주당(기시다파) | 내각관방부장관 겸무  |
| 내각총리대신 보좌관 (국내 경제 기타 특명 사항 담당)        | 무라이 히데키 | 중의원 / 자유민주당(기시다파) | 2021년 10월 8일 임명 |

## 부대신
- 2021년 10월 6일 임명

| 직책            | 성명              | 소속                               | 비고                                |
| --------------- | ----------------- | ---------------------------------- | ----------------------------------- |
| 디지털 부대신   | 고바야시 후미아키 | 중의원 / 자유민주당(기시다파)      | 내각부 부대신 겸임                  |
| 부흥 부대신     | 도가시 히로유키   | 중의원 / 자유민주당(이시바파)      |                                     |
| 부흥 부대신     | 요코야마 신이치   | 참의원 / 공명당                    | 유임                                |
| 부흥 부대신     | 와타나베 다케유키 | 참의원 / 자유민주당(구 다케시타파) | 내각부, 국토교통 부대신 겸임 / 유임 |
| 내각부 부대신   | 고바야시 후미아키 | 중의원 / 자유민주당(기시다파)      | 디지털 부대신 겸임                  |
| 내각부 부대신   | 오노 게이타로     | 중의원 / 자유민주당(무파벌)        |                                     |
| 내각부 부대신   | 기카와다 히토시   | 중의원 / 자유민주당(무파벌)        |                                     |
| 내각부 부대신   | 아카이케 마사아키 | 참의원 / 자유민주당(호소다파)      |                                     |
| 내각부 부대신   | 이케다 요시타카   | 중의원 / 자유민주당(호소다파)      | 문부과학 부대신 겸임                |
| 내각부 부대신   | 호소다 겐이치     | 중의원 / 자유민주당(호소다파)      | 경제산업 부대신 겸임                |
| 내각부 부대신   | 이시이 마사히로   | 참의원 / 자유민주당(호소다파)      | 경제산업 부대신 겸임                |
| 내각부 부대신   | 무타이 슌스케     | 중의원 / 자유민주당(아소파)        | 환경 부대신 겸임                    |
| 내각부 부대신   | 오니키 마코토     | 중의원 / 자유민주당(이시하라파)    | 방위 부대신 겸임                    |
| 내각부 부대신   | 야마모토 히로시   | 참의원 / 공명당                    | 후생노동 부대신 겸임 / 유임         |
| 내각부 부대신   | 와타나베 다케유키 | 참의원 / 자유민주당(구 다케시타파) | 부흥, 국토교통 부대신 겸임          |
| 총무 부대신     | 다바타 히로아키   | 중의원 / 자유민주당(호소다파)      |                                     |
| 총무 부대신     | 나카니시 유스케   | 참의원 / 자유민주당(아소파)        |                                     |
| 법무 부대신     | 쓰시마 준         | 중의원 / 자유민주당(구 다케시타파) |                                     |
| 외무 부대신     | 오다와라 기요시   | 중의원 / 자유민주당(호소다파)      |                                     |
| 외무 부대신     | 스즈키 다카코     | 중의원 / 자유민주당(구 다케시타파) |                                     |
| 재무 부대신     | 이토 와타루       | 중의원 / 공명당                    | 유임                                |
| 재무 부대신     | 오이에 사토시     | 참의원 / 자유민주당(아소파)        |                                     |
| 문부과학 부대신 | 다나카 히데유키   | 중의원 / 자유민주당(무파벌)        |                                     |
| 문부과학 부대신 | 이케다 요시타카   | 중의원 / 자유민주당(호소다파)      | 내각부 부대신 겸임                  |
| 후생노동 부대신 | 고가 아쓰시       | 중의원 / 자유민주당(기시다파)      |                                     |
| 후생노동 부대신 | 야마모토 히로시   | 참의원 / 공명당                    | 내각부 부대신 겸임 / 유임           |
| 농림수산 부대신 | 다케베 아라타     | 중의원 / 자유민주당(니카이파)      |                                     |
| 농림수산 부대신 | 나카무라 히로유키 | 중의원 / 자유민주당(아소파)        |                                     |
| 경제산업 부대신 | 호소다 겐이치     | 중의원 / 자유민주당(호소다파)      | 내각부 부대신 겸임                  |
| 경제산업 부대신 | 이시이 마사히로   | 참의원 / 자유민주당(호소다파)      | 내각부 부대신 겸임                  |
| 국토교통 부대신 | 나카야마 노리히로 | 중의원 / 자유민주당(아소파)        |                                     |
| 국토교통 부대신 | 와타나베 다케유키 | 참의원 / 자유민주당(구 다케시타파) | 부흥, 내각부 부대신 겸임 / 유임     |
| 환경 부대신     | 오오카 도시타카   | 중의원 / 자유민주당(니카이파)      |                                     |
| 환경 부대신     | 무타이 슌스케     | 중의원 / 자유민주당(아소파)        | 내각부 부대신 겸임                  |
| 방위 부대신     | 오니키 마코토     | 중의원 / 자유민주당(이시하라파)    | 내각부 부대신 겸임                  |

## 대신 정무관
- 2021년 10월 6일 임명

| 직책                | 성명              | 소속                                 | 비고                             |
| ------------------- | ----------------- | ------------------------------------ | -------------------------------- |
| 디지털대신 정무관   | 야마다 다로       | 참의원 / 자유민주당(무파벌)          | 내각부대신 정무관 겸임           |
| 부흥대신 정무관     | 무네키요 고이치   | 중의원 / 자유민주당(호소다파)        | 내각부대신 정무관 겸임           |
| 부흥대신 정무관     | 다카하시 하루미   | 참의원 / 자유민주당(호소다파)        | 내각부, 문부과학대신 정무관 겸임 |
| 부흥대신 정무관     | 이와타 가즈치카   | 중의원 / 자유민주당(기시다파)        | 내각부, 경제산업대신 정무관 겸임 |
| 부흥대신 정무관     | 이즈미다 히로히코 | 중의원 / 자유민주당(니카이파)        | 내각부, 국토교통대신 정무관 겸임 |
| 내각부대신 정무관   | 야마다 다로       | 참의원 / 자유민주당(무파벌)          | 디지털대신 정무관 겸임           |
| 내각부대신 정무관   | 기무라 데쓰야     | 중의원 / 자유민주당(무파벌) → 민간   |                                  |
| 내각부대신 정무관   | 고테라 히로오     | 중의원 / 자유민주당(니카이파)        |                                  |
| 내각부대신 정무관   | 시마무라 다이     | 참의원 / 자유민주당(무파벌)          | 후생노동대신 정무관 겸임         |
| 내각부대신 정무관   | 요시카와 유미     | 참의원 / 자유민주당(호소다파)        | 경제산업대신 정무관 겸임         |
| 내각부대신 정무관   | 호사카 야스시     | 중의원 / 자유민주당(무파벌)          | 환경대신 정무관 겸임             |
| 내각부대신 정무관   | 오니시 히로유키   | 중의원 / 자유민주당(기시다파) → 민간 | 방위대신 정무관 겸임             |
| 내각부대신 정무관   | 무네키요 고이치   | 중의원 / 자유민주당(호소다파)        | 부흥대신 정무관 겸임             |
| 내각부대신 정무관   | 이즈미다 히로히코 | 중의원 / 자유민주당(니카이파)        | 부흥, 국토교통대신 정무관 겸임   |
| 내각부대신 정무관   | 다카하시 하루미   | 참의원 / 자유민주당(호소다파)        | 부흥, 문부과학대신 정무관 겸임   |
| 내각부대신 정무관   | 이와타 가즈치카   | 중의원 / 자유민주당(기시다파)        | 부흥, 경제산업대신 정무관 겸임   |
| 총무대신 정무관     | 하토야마 지로     | 중의원 / 자유민주당(니카이파)        |                                  |
| 총무대신 정무관     | 와타나베 고이치   | 중의원 / 자유민주당(기시다파)        |                                  |
| 총무대신 정무관     | 미우라 야스시     | 참의원 / 자유민주당(구 다케시타파)   |                                  |
| 법무대신 정무관     | 가다 히로유키     | 참의원 / 자유민주당(호소다파)        |                                  |
| 외무대신 정무관     | 우에스기 겐타로   | 중의원 / 자유민주당(호소다파)        |                                  |
| 외무대신 정무관     | 혼다 다로         | 중의원 / 자유민주당(무파벌)          |                                  |
| 외무대신 정무관     | 미야케 신고       | 참의원 / 자유민주당(무파벌)          |                                  |
| 재무대신 정무관     | 고무라 마사히로   | 중의원 / 자유민주당(아소파)          |                                  |
| 재무대신 정무관     | 시게모토 마모루   | 중의원 / 자유민주당(니카이파) → 민간 |                                  |
| 문부과학대신 정무관 | 와니부치 요코     | 중의원 / 공명당                      |                                  |
| 문부과학대신 정무관 | 다카하시 하루미   | 참의원 / 자유민주당(호소다파)        | 부흥, 내각부대신 정무관 겸임     |
| 후생노동대신 정무관 | 오쿠마 가즈히데   | 중의원 / 자유민주당(아소파) → 민간   |                                  |
| 후생노동대신 정무관 | 시마무라 다이     | 참의원 / 자유민주당(무파벌)          | 내각부대신 정무관 겸임           |
| 농림수산대신 정무관 | 구마노 세이시     | 참의원 / 공명당                      |                                  |
| 농림수산대신 정무관 | 미야자키 마사오   | 참의원 / 자유민주당(니카이파)        |                                  |
| 경제산업대신 정무관 | 요시카와 유미     | 참의원 / 자유민주당(호소다파)        | 내각부대신 정무관 겸임           |
| 경제산업대신 정무관 | 이와타 가즈치카   | 중의원 / 자유민주당(기시다파)        | 부흥, 내각부대신 정무관 겸임     |
| 국토교통대신 정무관 | 가토 아유코       | 중의원 / 자유민주당(무파벌)          |                                  |
| 국토교통대신 정무관 | 기무라 지로       | 중의원 / 자유민주당(호소다파)        |                                  |
| 국토교통대신 정무관 | 이즈미다 히로히코 | 중의원 / 자유민주당(니카이파)        | 부흥, 내각부대신 정무관 겸임     |
| 환경대신 정무관     | 미야자키 마사루   | 참의원 / 공명당                      |                                  |
| 환경대신 정무관     | 호사카 야스시     | 중의원 / 자유민주당(무파벌)          | 내각부대신 정무관 겸임           |
| 방위대신 정무관     | 이와모토 쓰요히토 | 참의원 / 자유민주당(니카이파)        |                                  |
| 방위대신 정무관     | 오니시 히로유키   | 중의원 / 자유민주당(기시다파) → 민간 | 내각부대신 정무관 겸임           |

## 세력 조견표
※ 내각 발족 당시 기준(전임 내각의 사무 인계는 제외)
※ 내각관방부장관(정무)는 부대신에 포함
※ 굵은 글씨는 자민당 5역
※ 유린회(다니가키 그룹)의 소속 의원은 다른 계보와 겸임하던 의원을 포함해 중·참의원 30명.
※ 관례에 따라 형식적으로 파벌에서 이탈하는 내각총리대신, 중의원 및 참의원 의장, 당 간부도 원 소속 파벌에 포함
| 명칭          | 세력 | 국무대신 | 부대신 | 정무관 | 보좌관 | 기타                                     |
| ------------- | ---- | -------- | ------ | ------ | ------ | ---------------------------------------- |
| 호소다파      | 96   | 4        | 6      | 6      | 0      | 총무회장, 참의원 간사장                  |
| 무파벌        | 63   | 2        | 3      | 7      | 0      | 정무조사회장, 간사장 대행                |
| 아소파        | 58   | 3        | 5      | 2      | 0      | 부총재, 중의원 의장, 참의원 의장, 간사장 |
| 구 다케시타파 | 51   | 5        | 3      | 1      | 0      | 참의원 의원회장                          |
| 공명당        | 57   | 1        | 3      | 3      | 0      |                                          |
| 니카이파      | 47   | 2        | 2      | 6      | 0      |                                          |
| 기시다파      | 46   | 4        | 2      | 3      | 2      | 자유민주당 총재                          |
| 다니가키G     | 16   | 0        | 0      | 0      | 0      | 선거대책위원장                           |
| 이시바파      | 15   | 0        | 1      | 0      | 0      |                                          |
| 이시하라파    | 10   | 0        | 1      | 0      | 0      | 국회대책위원장                           |
| 민간          | /    | 0        | 0      | 0      | 0      |                                          |
| 계            | /    | 21       | 26     | 28     | 2      | /                                        |